# Ecdystéroïde

L'ecdystérone, un ecdystéroïde

Les ecdystéroïdes désignent l'ensemble des précurseurs et des métabolites de l'ecdysone, ainsi que nombre de molécules de structure chimique apparentée. Ce sont des stéroïdes produits par les animaux, particulièrement par les arthropodes, chez qui ils jouent un rôle d'hormones impliquées dans la mue, mais également chez d'autres groupes invertébrés. Ils peuvent également être produits par des végétaux ; on parle alors de phytoecdystéroïdes. Ces derniers joueraient un rôle de protection contre les arthropodes.
Parmi les ecdysteroïdes figurent l'ecdysone, la turkestérone et la 20-hydroxy-ecdysone ou ecdystérone.